# Йозеф Майовський
Йозеф Майовський (словац. Jozef Májovský; 10 червня 1920, Пряшів — 16 квітня 2012, Братислава) — словацький ботанік, педагог.
Завідувач кафедри ботаніки Університету Коменського, директор Ботанічного саду м. Братислава.

## Наукові дослідження
Наукові інтереси — каріологія та цитотаксономія рослин, геоботаніка, флористика.

## Важливіші праці
- Obrázková kvetena Slovenska, Obzor, 1965
- Rastliny vôd, močiarov a lúk, 1968, 1981
- Rastliny lesov I., Obzor, 1976
- Rastliny lesov II., Obzor, 1977
- Rastliny pieskov a strání, Obzor, 1977
- Karyotaxonomický prehľad flóry Slovenska, Veda, 1987